# 西村ミツル
西村 ミツル（にしむら ミツル、1962年（昭和37年）1月9日 - ）は、漫画原作者、元公邸料理人、料理監修者。旧ペンネームは本名の「西村満」名義だった。

## 来歴
- 1982年（昭和57年）日航ホテル入社。
- 1990年（平成2年）、在ブルネイ日本大使公邸の公邸料理人。
- 1994年（平成6年）、在ベトナム日本大使公邸の公邸料理人。
- 1998年に『大使閣下の料理人』でモーニング（講談社）にてデビュー。同年12月に公邸料理人を辞め漫画原作者としての活動を開始。
- 2014年7月8日発刊の『信長のシェフ』10巻をもって漫画原作者としての立場を退く。同書では2015年2月16日発刊の12巻をもって料理監修の立場も退いている。
- 2016年1月『アンブロシアの値段』（講談社・少年マガジンエッジ、作画：ゆづか正成）連載開始。料理監修者として携わる。

## 主な作品
エッセイ
- 大使閣下の料理人 （近代文藝社、1996年9月、ISBN 978-4-7733-5874-2） （西村満名義）
- 外交官の舌と胃袋 - 大使料理人がみた食欲・権力欲 （講談社、2002年6月、ISBN 978-4-06-211344-1）

漫画原作
- 大使閣下の料理人 （講談社・モーニング、作画：かわすみひろし） 全25巻
- キュイジニエ （集英社・週刊ヤングジャンプ、作画：中祥人） 全3巻
- 思い出の味・大陸食堂 （講談社・イブニング、作画：吉開寛二） 全4巻
- 星に願いを （集英社・ビジネスジャンプ、作画：堀口純男） 全2巻
- ラーメン星の詩 （週刊現代連載・講談社、作画：門橋靖人） 未単行本化
- グ・ラ・メ! -大宰相の料理人- （新潮社・週刊コミックバンチ、作画：大崎充） 全13巻
- 極上! 給食 -秘- グルメ （実業之日本社・週刊漫画サンデー、作画：野間ろっく） 全1巻
- 信長のシェフ （芳文社・週刊漫画TIMES、作画：梶川卓郎） 10巻まで

料理監修
- ヘルズキッチン （講談社・月刊少年ライバル、新雑誌研究所、作画：天道グミ） 既刊13巻
- 信長のシェフ  11・12巻のみ
- アンブロシアの値段（講談社・少年マガジンエッジ、作画：ゆづか正成

- 2015年1月、フランス・パリ市が市立図書館で開催する「Mordus du manga（漫画愛好家）」コンテスト【読者がその年に出版された漫画作品の中で最も好きな作品を自由に投票して選ばれる賞】において、13歳以上の部で『信長のシェフ』、8～12歳の部で『ヘルズキッチン』がそれぞれ金賞を受賞した。
- 2015年1月、フランスで開催された第42回アングレーム国際漫画祭において、『信長のシェフ』が優れた作品をピックアップする公式セレクション（最優秀賞（le Grand Prix）のノミネート作品）に選出された[1]。

## その他
ホー・チ・ミンが1913年から1917年までロンドンに住んでいた際に、カールトン・ホテルの厨房に勤務した際にペーストリー・シェフの見習いとして、世界的に著名な名シェフであるオーギュスト・エスコフィエの薫陶を受けていたというのは、西村が創作したフィクションである。この事柄は、ウィキペディアの「ホー・チ・ミン」の項目に、長らく事実として記載されていた（2015年2月26日付の本人のブログより）。